# Plume物語 〜Royal Plume Tea〜
Plume物語 〜Royal Plume Tea〜は、河原木志穂・水野愛日・遠藤綾をメンバーとする声優ユニットPlumeをパーソナリティとしたインターネットラジオ番組である。

## コーナー
オープニングドラマセリフ
『Plume物語 〜Royal Plume Tea〜』のオープニングミニドラマ。彼女たちの曲『Plume in Wonderland』の前奏部分（約30秒）に乗せて、「昔々のつい最近、森と湖とビルディングに囲まれたお屋敷に三人のメイドが住んでいました。」から始まり「さぁ、これからどんな物語が始まるのでしょうか？」で締めくくるような台本をもとに、3人がミニドラマで声を演じる。
究極のお茶会への道
お茶やお菓子について語るコーナー。各地のお茶のおいしい喫茶店やお菓子などの情報を送ってもらって紹介する。コーナー進行担当は河原木。
番組内でお茶とお菓子が用意され（自ら持ち寄ったり、リスナーから送られたりする）、それを味わいながらコーナーが進んでいく。ただし、あくまでも「お茶会を開催するためにお茶やお菓子について研究する」と言う名目であり、「別に自分たちがお茶を飲みたいとか、お菓子を食べたいとかではない」と念押しをしている。
河原木がメールを読んでいる間、水野と遠藤がお菓子を食べることに熱中し、メールの内容をあまり聴いていないこともある。
不思議の国のPlume
昔持っていた童話や物語、エピソードについて語るコーナー。コーナー進行担当は遠藤。
童話や物語ということにはなっているが、その範疇に収まらないような絵本（「ウォーリーを探せ！」など）が取り上げられることもある。
Plumeの肖像
Plumeの舞台裏、休日の過ごし方について語るコーナー。コーナー進行担当は水野。
Plumeの3人の日常を描いたドラマ形式の場合もあるが、「○○な状況におけるPlumeの3人」といった「三段落ち」形式の投稿が多い。この投稿を元に、「実際の私ならこうする」と言う形で話が広がる。
水野はこのコーナーのメールを選ぶ際、河原木と遠藤には基本的にメールを見せず、番組内で初めて内容を聴かせることが多い（3人のドラマ形式のものは除く）。

## その他
リスナーの名前は、彼女たちが設定上「あやりゅむ」「しほりゅむ」「まなびりゅむ」という名を名乗ることもあることから、「○○りゅむ」と呼ばれることになっている。